# Imre Tiidemann
Imre Tiidemann (Tallinn, 24 settembre 1970) è un pentatleta estone.

## Palmarès
In carriera ha conseguito i seguenti risultati:
- Europei

Székesfehérvár 2000: oro nel pentathlon moderno individuale.